# 马塞利诺·加维兰
马塞利诺·加维兰（西班牙語：Marcelino Gavilán，1909年6月4日—1999年3月9日），西班牙男子马术运动员。他曾代表西班牙参加1948年和1952年夏季奥林匹克运动会马术比赛，其中1948年奥运会获得一枚银牌。